# جامع النور (غليزان)
جامع النور من أشهر وأكبر جوامع ولاية غليزان ويتوسط بدوره مدينة غليزان وصنّف كمسجد وطني مساحتُه الإجمالية: 5716 م. مساحة مخصّصة للصّلاة: 1400 م،

## تاريخ
كانت أول صلاة في الجامع تحت تسمية جامع النور عام 1988م، وكان في باديء الأمر كنيسة من تشييد الاحتلال الفرنسي وحملت اسم القديس جوزيف وبعد الاستقلال لغاية 1974م سلم رسميا لبلدية غليزان وبعد 10 سنوات تم إقرار تحويل لجامع.

## وصف
يضم المسجد العديد من الفضاءات منها :
1. بيت الوضوء
2. سكنين وقفين
3. ساحة
4. قاعة صلاة للرجال
5. قاعة صلاة للنساء
6. مدرسة قرآنية